# Prijs Wivina Demeester
De Prijs Wivina Demeester voor excellent bouwheerschap (voorheen Prijs Bouwmeester en Prijs Bouwheer) is een jaarlijkse prijs van De Vlaamse gemeenschap en de Vlaamse Bouwmeester als blijk van erkenning aan publieke bouwheren zoals openbare besturen voor hun gebouw ook voor het proces dat aan de bouw voorafging.

## Geschiedenis
De prijs wordt uitgereikt sinds 2003 en was toen tweejaarlijks die in vijf vaste categorieën prijzen uitreikte. Vanaf 2007 werd de categorie infrastructuur niet meer uitgereikt en bleven er vier categorieën over.
In 2010 werd de hele opzet gewijzigd. De naam wijzigde in "Prijs Bouwmeester" en is sindsdien jaarlijks en met drie wisselende categorieën.
Bij de achtste editie (2014) werd de prijs hernoemd naar Wivina Demeester, die in 1998 als Vlaams minister een belangrijke rol speelde in de oprichting van het Team Vlaamse Bouwmeester.

## Winnaars
| Jaar        | Cat 1                                                | Cat 2                                                                                | Cat 3                                                 | Cat 4                                                  | Cat 5                                                                             |
| ----------- | ---------------------------------------------------- | ------------------------------------------------------------------------------------ | ----------------------------------------------------- | ------------------------------------------------------ | --------------------------------------------------------------------------------- |
| 2013        | Collectief wonen                                     | Reconversie                                                                          | Stedelijk landschap                                   |                                                        |                                                                                   |
| 2013 Goud   | geen winnaars                                        | dienstencentrum OostCampus (Oostkamp)                                                | De Stadshal (Gent) & zuidelijke Leie-arm (Deinze)     |                                                        |                                                                                   |
| 2013 Zilver | geen winnaars                                        | De Grote Post (Oostende)                                                             | /                                                     |                                                        |                                                                                   |
| 2013 Brons  | geen winnaars                                        | Stadscampus de Oude Gevangenis (Hasselt) & Douna depot OPEK (Leuven)                 | /                                                     |                                                        |                                                                                   |
| 2012        | Kunst                                                | Zorg                                                                                 | Publiek-Privaat                                       |                                                        |                                                                                   |
| 2012 Goud   | Looking at Silence Crematorium (Kortrijk)            | gemeenschapsinstelling ‘De Zande’ (Beernem)                                          | Militair Hospitaal (Oostende)                         |                                                        |                                                                                   |
| 2012 Zilver | VLP-kapel van de ontluiking (Groot-Bijgaarden)       | Woonzorgcentrum Triamant (Velm)                                                      | GIBO Mariaburg (Brasschaat)                           |                                                        |                                                                                   |
| 2012 Brons  | Empty Bilboard (Deerlijk)                            | kinderdagverblijf Brabbel (Antwerpen)                                                | Parkloods Spoor Noord (Antwerpen)                     |                                                        |                                                                                   |
| 2011        | Erfgoed                                              | Publiek domein                                                                       | Cultuur                                               |                                                        |                                                                                   |
| 2011 Goud   | ’s Hertogenmolens (Aarschot)                         | Bibliotheek (Dendermonde)                                                            | Museum M (Leuven)                                     |                                                        |                                                                                   |
| 2011 Zilver | stoombadencomplex Veldstraat (Antwerpen)             | omleidingsweg N76 (Meeuwen-Gruitrode)                                                | kunstcampus de Singel (Antwerpen)                     |                                                        |                                                                                   |
| 2011 Brons  | STA*M (Gent)                                         | /                                                                                    | C-Mine MAD Faculty (?)                                |                                                        |                                                                                   |
| 2009        | Nieuwbouw                                            | herbestemming                                                                        | Publieke ruimte                                       | Kunst in opdracht                                      |                                                                                   |
| 2009 Goud   | Sportcentrum De Boerekreek (Sint-Laureins)           | Picanolsite (Ieper)                                                                  | de Zevensprong (Nieuwkapelle)                         | psychiatrisch ziekenhuis Sint Norbertus (Duffel)       |                                                                                   |
| 2009 Zilver | cultuurcentrum Jonkershove (Houthulst)               | stadhuis (Menen)                                                                     | fiets- en voetgangersbrug (Knokke)                    | kunstwerken in Stadhuis (Menen)                        |                                                                                   |
| 2009 Brons  | administratief centrum (District Hoboken)            | cultureel centrum (Zoersel)                                                          | /                                                     | fontein ‘De’ Omwenteling (Ruddervoorde)                |                                                                                   |
| 2007        | Nieuwbouw                                            | herbestemming                                                                        | Publieke ruimte                                       | Kunst in opdracht                                      |                                                                                   |
| 2007 Goud   | Gemeenschapscentrum (Merksplas)                      | Felixpakhuis (Antwerpen)                                                             | Maria Hendrikapark (Oostende)                         | Blinde Muren (Gent)                                    |                                                                                   |
| 2007 Zilver | Jongerenontmoetingscentrum Rabot (Gent)              | Agnetenklooster (Tongeren)                                                           | Groene Vallei Park (Gent)                             | Kapel van het Niets (Duffel)                           |                                                                                   |
| 2007 Brons  | Atlasgebouw (Antwerpen)                              | Portaal (Ruiselede)                                                                  | Nationaal Park Hoge Kempen (Kempen)                   | Open Kamer (Zoersel)                                   |                                                                                   |
| 2005        | Nieuwbouw                                            | herbestemming                                                                        | Publieke ruimte                                       | Kunst in opdracht                                      | Infrastructuur                                                                    |
| 2005 Goud   | Gezondheidshuis prostitutie (Antwerpen)              | Nieuw stadhuis (Kortrijk)                                                            | Margarethaplan/Stationsplein (Sint-Niklaas)           | Rubensplein "Lemuren" (Knokke-Heist)                   | Herinrichting stationsomgeving (Wetteren)                                         |
| 2005 Zilver | Sint Antoniuspleintje                                | Permeke-site (Antwerpen)                                                             | Herinrichting Dorpsstraat en J. Dewindeplein (Staden) | Stationsplein "Projections - Triptyque" (Sint-Niklaas) | /                                                                                 |
| 2005 Brons  | Uitbreiding Waterbouwkundig Labo                     | Verbouwen van fabrieksgebouw tot leslokalen voor muziek- en tekenacademie (Hooglede) | Het nieuwe gemeentehuis (Deerlijk)                    | Kantoorgebouw Vlaamse Milieumaatschappij               | /                                                                                 |
| 2003        | Nieuwbouw                                            | herbestemming                                                                        | Publieke ruimte                                       | Kunst in opdracht                                      | Infrastructuur                                                                    |
| 2003 Goud   | Designcenter ‘de Winkelhaak’ (Antwerpen)             | ModeNatie (Antwerpen)                                                                | Heraanleg Gras- en Korenlei (Gent)                    | “zonder titel”, een kunstwerk van Jef Geys (Hasselt)   | Windenergieproject (Eeklo)                                                        |
| 2003 Zilver | Identieke gebouwen van Radio 2 (Kortrijk en Hasselt) | Huis van de Vlaamse volksvertegenwoordigers (Brussel)                                | Stationsomgeving (Leuven)                             | Provinciehuis Vlaams-Brabant (Leuven)                  | Herinrichting van het kanaaleiland aan de Katelijnepoort als onthaalsite (Brugge) |
| 2003 Brons  | Aula Rector Dhanis, (Antwerpen)                      | Pijpelheide (Westerlo)                                                               | /                                                     | Renovatie/uitbreiding hoofdbibliotheek (Merksem)       | Brug Jürg Conzett van Ugo Dehaes                                                  |

Daarnaast wordt soms de Speciale prijs voor geïntegreerde opdracht uitgereikt aan een ontwerp dat drie categorieën omvat. De winnaars daarvan zijn in 2009 het project ‘Park Spoor Noord Antwerpen’ te Antwerpen, in 2007 het krottenbeleid van stad Antwerpen, het kantoorgebouw Vlaamse Milieumaatschappij in 2005, en de Leuvense stationsomgeving in 2003.